# Tyragètes
Les Tyragètes (Tyragetæ chez Pline l'Ancien, en grec Τυραγγεῖται, Tυραγγέται ou Τυρεγέται) sont un ensemble de tribus antiques d'origine gète, signalé par Strabon et Ptolémée. Leur nom signifie littéralement « Gètes du Tyras ». Les géographes grecs les décrivent comme venant de Sarmatie et voisinant avec les Harpiens et les Tagres, au nord des bouches du Danube, aux limites de la Mésie inférieure. Pline l'Ancien, au Ier siècle, indique qu'ils venaient d'une « une grande île du côté du Tyras » : peut-être fait-il référence à la Tauride, car il n'y a jamais eu de véritable « grande île » dans les parages.